# Sławomir Skrzypek
Sławomir Stanisław Skrzypek, né le 10 mai 1963 à Katowice et mort lors de l'accident de l'avion présidentiel polonais à Smolensk le 10 avril 2010, est un fonctionnaire et responsable politique polonais, président de la Banque nationale de Pologne entre 2007 et sa mort.